# Dodë Gjergji
Dodë Gjergji (Vitina, 16 gennaio 1963) è un vescovo cattolico kosovaro, dal 5 settembre 2018 vescovo di Prizren-Pristina.

## Biografia
Nasce il 16 gennaio 1963 a Stublla e Epërme, un piccolo villaggio della municipalità di Vitina, allora in Jugoslavia, oggi in Kosovo.

### Ministero sacerdotale
Il 15 agosto 1989 è ordinato presbitero per l'allora diocesi di Skopje-Prizren.
Dopo l'ordinazione sacerdotale, nella sua diocesi natale, lavora per la traduzione dei libri liturgici in lingua albanese.
Dal 1991 al 1994 è cappellano degli albanesi in Croazia. Successivamente è sacerdote fidei donum presso la diocesi di Alessio. È anche segretario della Conferenza episcopale albanese.
Il 5 febbraio 2000 è nominato amministratore apostolico sede vacante et ad nutum Sanctae Sedis di Sapë, in Albania.

### Ministero episcopale
Il 23 novembre 2005 papa Benedetto XVI lo nomina vescovo di Sapë; riceve l'ordinazione episcopale il 5 gennaio 2006 dall'arcivescovo John Bulaitis, coconsacranti l'arcivescovo Angelo Massafra ed il vescovo Marko Sopi.
Il 12 dicembre 2006 è nominato amministratore apostolico di Prizren dallo stesso pontefice.
Il 5 settembre 2018 papa Francesco lo nomina primo vescovo di Prizren-Pristina.

## Genealogia episcopale
La genealogia episcopale è:
- Cardinale Scipione Rebiba
- Cardinale Giulio Antonio Santori
- Cardinale Girolamo Bernerio, O.P.
- Arcivescovo Galeazzo Sanvitale
- Cardinale Ludovico Ludovisi
- Cardinale Luigi Caetani
- Cardinale Ulderico Carpegna
- Cardinale Paluzzo Paluzzi Altieri degli Albertoni
- Papa Benedetto XIII
- Papa Benedetto XIV
- Papa Clemente XIII
- Cardinale Enrico Benedetto Stuart
- Papa Leone XII
- Cardinale Chiarissimo Falconieri Mellini
- Cardinale Camillo Di Pietro
- Cardinale Mieczysław Halka Ledóchowski
- Cardinale Jan Maurycy Paweł Puzyna de Kosielsko
- Arcivescovo Józef Bilczewski
- Arcivescovo Bolesław Twardowski
- Arcivescovo Eugeniusz Baziak
- Papa Giovanni Paolo II
- Arcivescovo John Bulaitis
- Vescovo Dodë Gjergji